# Amy Zhu
Amy Zhu (* 28. Oktober 1994) ist eine US-amerikanische Tennisspielerin.

## Karriere
Zhu spielt bislang hauptsächlich auf der ITF Women’s World Tennis Tour, wo sie bislang acht Titel im Doppel gewinnen konnte.

### College-Tennis
Zhu spielte für das Damentennis-Team der University of Michigan.

## Turniersiege

### Doppel
| Nr. | Datum              | Turnier        | Kategorie   | Belag     | Partnerin                   | Finalgegnerinnen                      | Ergebnis          |
| --- | ------------------ | -------------- | ----------- | --------- | --------------------------- | ------------------------------------- | ----------------- |
| 1.  | 23. September 2017 | Hammamet       | ITF $15.000 | Sand      | Mia Eklund                  | Vasilisa Aponasenko Beatrice Lombardo | 6:1, 6:4          |
| 2.  | 13. Januar 2018    | Fort-de-France | ITF $15.000 | Hartplatz | Rasheeda McAdoo             | Emily Appleton Caty McNally           | 7:5, 7:65         |
| 3.  | 12. Mai 2018       | Hua Hin        | ITF $15.000 | Hartplatz | Wang Danni                  | Sheng Yuqi Aldila Sutjiadi            | 1:6, 6:4, [10:7]  |
| 4.  | 8. Dezember 2018   | Stellenbosch   | ITF $15.000 | Hartplatz | Madison Westby              | Patricia Böntgen Katharina Hering     | 6:4, 6:2          |
| 5.  | 31. Juli 2021      | Cordenons      | ITF W15     | Sand      | Martina Colmegna            | Nefisa Berberović Veronika Erjavec    | 6:4, 6:3          |
| 6.  | 25. September 2021 | Fort Worth     | ITF W25     | Hartplatz | Sophie Chang                | Rasheeda McAdoo Ivana Popovic         | 4:6, 6:3, [10:8]  |
| 7.  | 16. September 2022 | Melilla        | ITF W15     | Sand      | Karola Patricia Bejenaru    | Giorgia Pinto Gaia Squarcialupi       | 6:3, 6:3          |
| 8.  | 8. April 2023      | Telde          | ITF W15     | Sand      | Marta Huqi González Encinas | Claudia Hoste Ferrer Aneta Laboutková | 65:7, 6:3, [10:8] |

## Persönliches
Amy Zhu ist die Tochter von Yongdong und Xiaohui Zhu. Sie besuchte die High School in Laurel Springs und lebt in Newark.